# كسر عظمة الهضبة الظنبوبية
هو كسر في العظام أو قطع في استمرارية العظام يحدث في الجزء الأدنى من عظمة الظنبوب أو القصية يسمى الهضبة الظنبوبية، ويؤثر على استقرار وحركة مفصل الركبة. تعد الهضبة الظنبوبية منطقة تحمُّل وزنٍ حساسة، وتقع في النهاية العلوية لعظمة القصبة. تتكون من لقمتين مقعرتين قليلا (اللقمة الوسطية واللقمة الجانبية) يفصلهما بروز ما بين اللقمتين والمناطق المنحدرة أماه وخلفه. يمكن تقسيم الهضبة الظنبوبية إلى ثلاث مناطق: الهضبة الظنبوبية الوسطية (الجزء الأقرب إلى وسط الجسم ويحتوي على اللقمة الوسطية) والهضبة الظنبوبية الجانبية (الجزء الأبعد عن وسط الجسم ويحتوي على اللقمة الجانبية) والهضبة الظنبوبية المركزية (تقع بين الهضبة الوسطية والجانبية وتحتوي على بروز ما بين اللقمتين). حسب نمط الإصابة، يمكن أن يكون الضرر مقتصرا على القصبة فقط، أو يمتد بإصابة شديدة في الأنسجة الرخوة، وأيضا إصابات هلالية ورباطية بالركبة. غير أن كسر الهضبة الظنبوبية العادي يتضمن انقطاع أو انخفاض القشرة، أو إزاحة الأسطح المفصلية في الجزء الأدنى من القصبة دون إصابة خطيرة للغشاء (الكبسولة) أو أربطة الركبة.

## العلامات والأعراض
يأتي كسر الهضبة الظنبوبية عادة مصحوبا بانصباب في الركبة وتورم في الأنسجة الرخوة للركبة وعدم القدرة على تحمل الوزن. يمكن أن تكون الركبة مشوهة بسبب إزاحة أو تهشم القصبة مما يسبب فقدان المظهر الهيكلي الطبيعي للركبة. وجود الدم في الأنسجة الرخوة أو مفصل الركبة (تدمي المفصل) قد يؤدي إلى كدمات وملمس لين لمفصل الركبة. نظرا لقرب الهضبة الظنبوبية من هياكل وعائية (شرايين وأوردة) وعصبية ( العصب الشظوي والقصبي) هامة، يمكن أن تحدث لها إصابة عند الكسر. الفحص الدقيق للنظام الوعائي العصبي هو أمر حتمي. أحد المضاعفات الخطيرة لكسر الهضبة الظنبوبية هو متلازمة الحيز، وفيها يسبب التورم ضغطا على الأعصاب والأوعية الدموية داخل الساق مما قد يؤدي إلى النخر أو موت خلايا أنسجة الساق.

## الأسباب
يمكن تقسيم كسور الهضبة الظنبوبية إلى كسور منخفضة الطاقة وعالية الطاقة. الكسور منخفضة الطاقة تحدث عادة في كبار السن من السيدات بسبب تغيرات العظام إلى الهشاشة، وتكون عادة كسور منخسفة . الكسور عالية الطاقة تكون عادة نتيجة لحوادث السيارات والسقوط والإصابات المتعلقة بالرياضة. هذه الأسباب تمثل غالبية كسور الهضبة الظنبوبية في الشباب.

## الكيفية
يسبب كسر الهضبة الظنبوبية قوة فحجاء (تقوس للداخل) أو روحية (تقوس للخارج) ممتزجة مع تحميل محوري أو تحميل للوزن على الركبة. الموقف الموصوف بشكل كلاسيكي يحدث عندما تصدم سيارة أحد المشاة وركبته ثابتة (كسر المِصَدّ) ولكن معظم هذه الكسور يحدث في حوادث السيارات أو السقوط. يمكن أن تحدث هذه الإصابة بسبب السقوط من ارتفاع وفيه تجبر الركبة على الوضع الأفجح أو الأروح. يحدث كسر أو انقسام في اللقمة القصبية بواسطة اللقمة الفخذية المقابلة التي تظل سليمة. يزودنا تشريح الركبة بفراسة لتوقع لماذا تحدث أنماط كسور محددة أكثر من الأخرى. اللقمة الوسطية أكبر وأقوى كثيرا من اللقمة الجانبية. وأيضا هناك أروحية أو تقوس للخارج طبيعي بمحاذاة الطرف، وعند حدوث الإصابة بقوة فحجاء أو تقوس للداخل عند الصدمة فإن ذلك يؤدي لإصابة اللقمة الجانبية. وهذا يفسر لماذا 60% من كسور الهضبة الظنبوبية تحدث في اللقمة الجانبية و15% في اللقمة الوسطية و25% في اللقمتين معا. يحدث تمزق جزئي أو كلي في الأربطة في 15-45% وإصابات هلالية في 5-37% من كل كسور الهضبة الظنبوبية.

## التشخيص
في كل إصابات الهضبة الظنبوبية، يجب عمل تصوير بالأشعة (أشعة إكس). ليس من الضروري عمل أشعة مقطعية في كل الحالات ولكنها تكون حاسمة أحيانا في تقييم درجة الكسر وتحديد الخطة العلاجية حين لا تستطيع الأشعة العادية توضيح ذلك. التصوير بأشعة الرنين المغناطيسي هو الاختيار الأمثل عند الاشتباه في الإصابات الهلالية وإصابات الأربطة والأنسجة الرخوة. يجب أخذ تصوير الأوعية الدموية بالأشعة المقطعية بعين الاعتبار عند وجود تغير في النبض الطرفي أو الاشتباه في إصابة الشرايين.

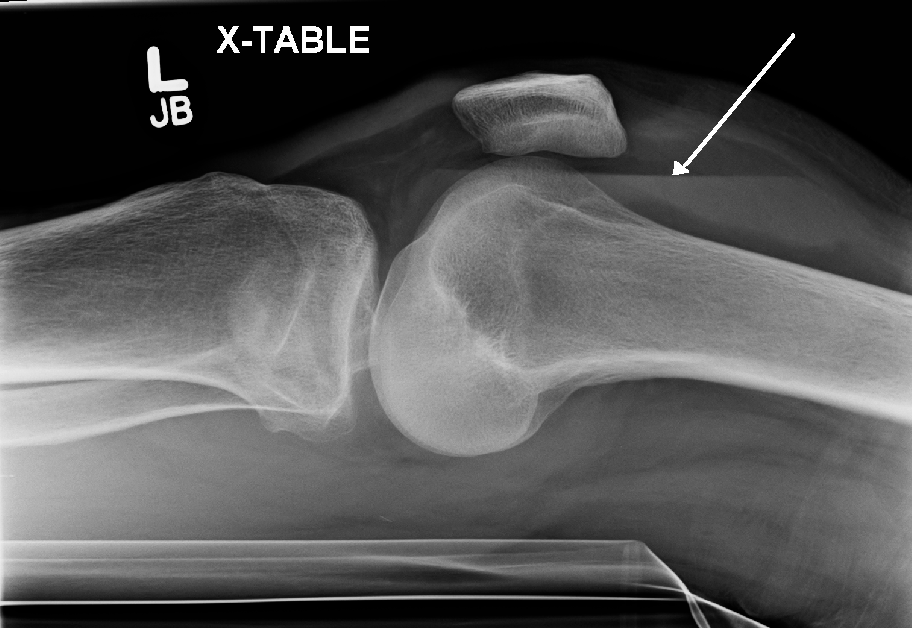
Lipohemarthrosis (presence of fat and blood from bone marrow in the joint space after an intraarticular fracture) seen on X-ray in a person with a subtle tibial plateau fracture
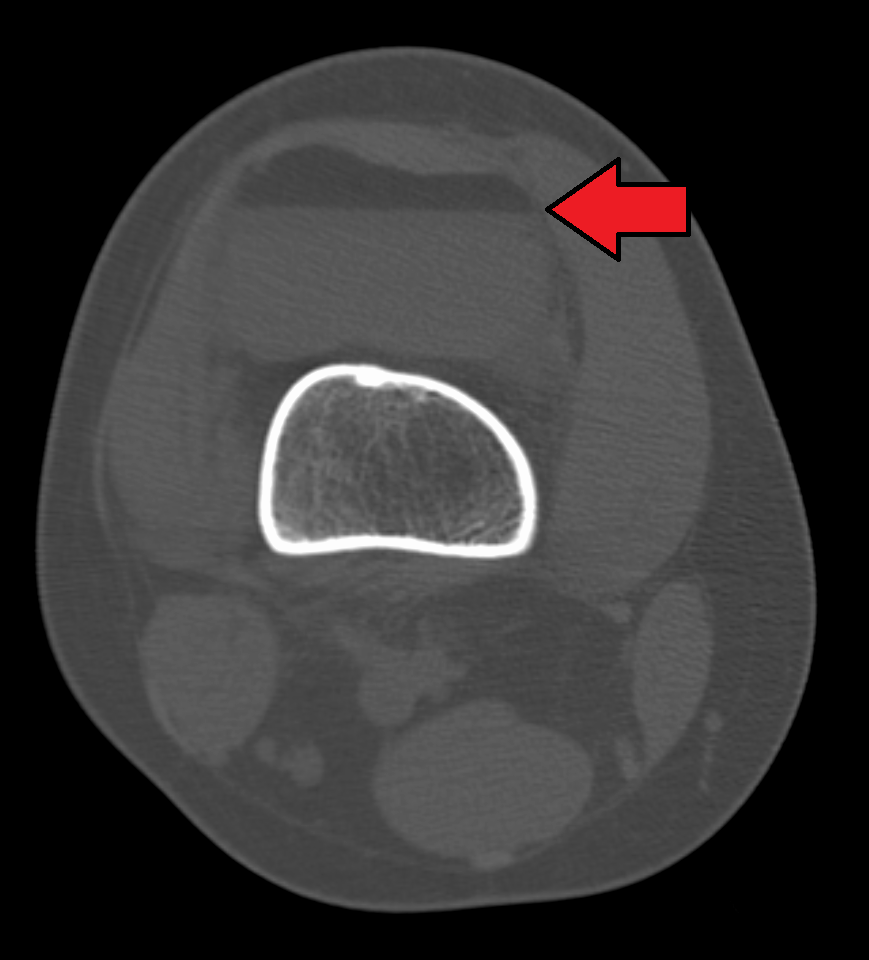
Lipohemarthrosis due to a tibial plateau fracture
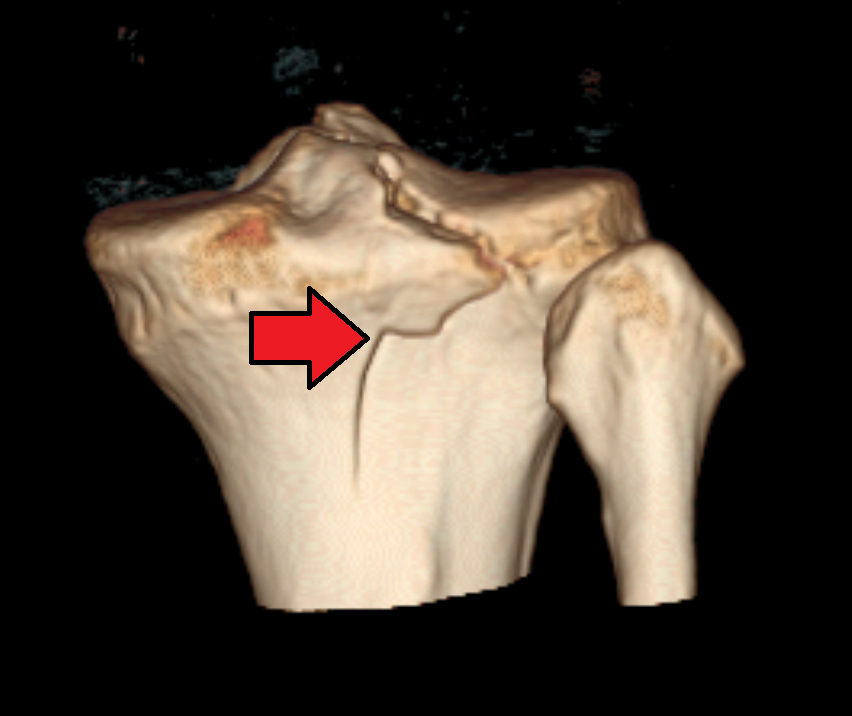
3D reconstruction of a CT image of a tibial plateau fracture
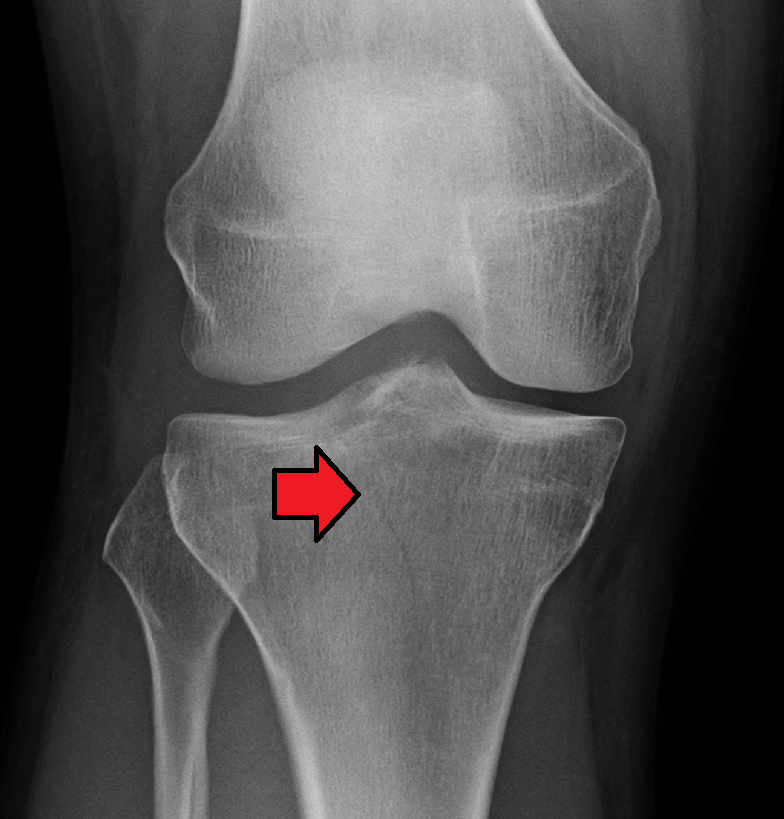
Subtle tibial plateau fracture on an AP X ray of the knee
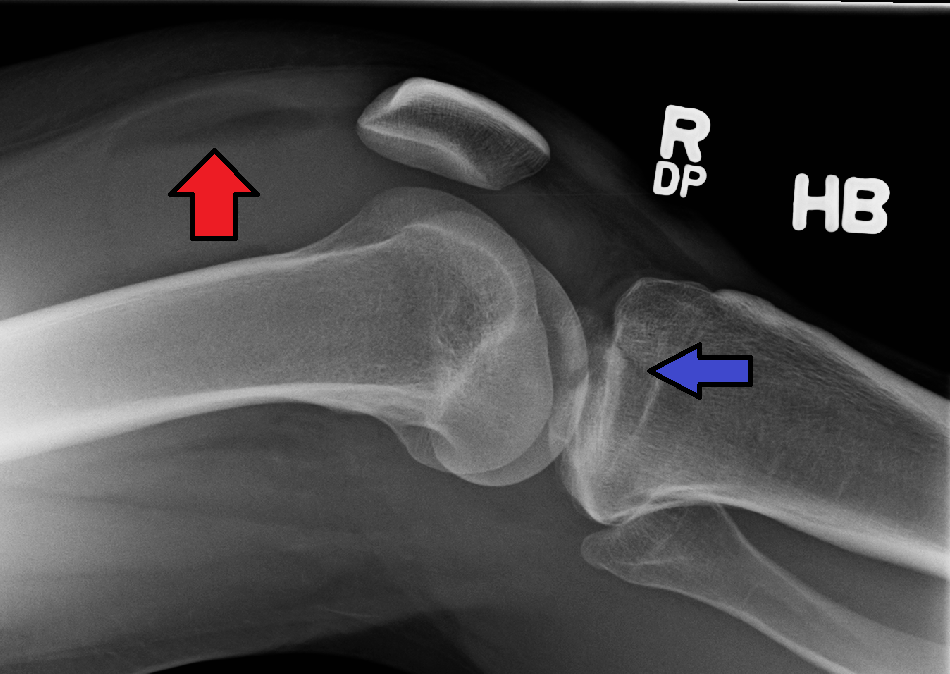
Lipohemarthrosis due to a tibial plateau fracture
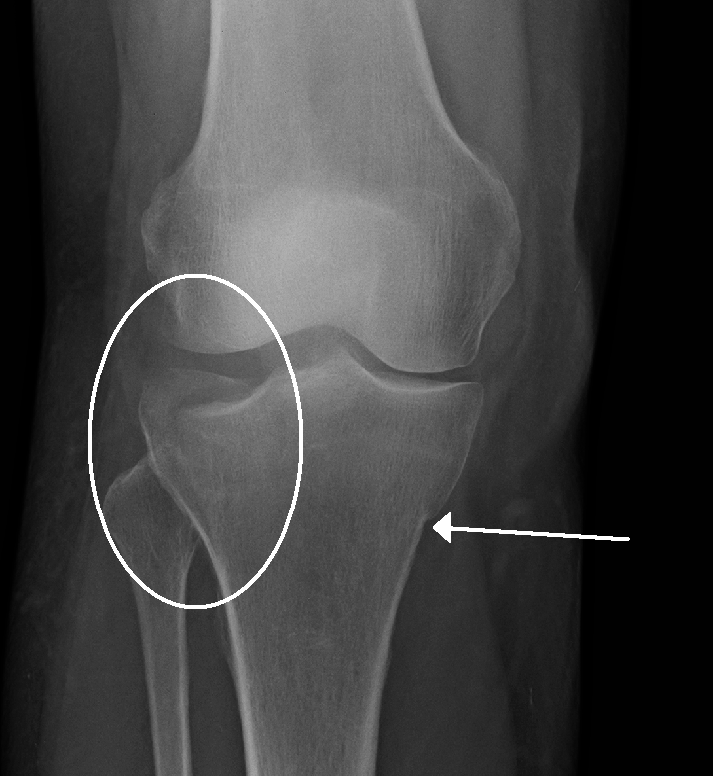
A tibial plateau fracture seen on X-ray

### التصنيف
يستخدم الأطباء الأنواع والتصنيف لتقييم درجة الإصابة وتحديد خطة العلاج وتوقع سير المرض. وقد تم تطوير عدة تصنيفات لكسر الهضبة الظنبوبية. لقد تم وضع عدة تصنيفات لكسور عظمة الهضبة الظنبوبية. تصنيف شازكر هو الأكثر قبولا واستخداما في الوقت الحالي. ويتكون من 6 أنواع لكسر الهضبة الظنبوبية وفقا لنمط الكسر وتشريح الشظية. وكلما زاد رقم نوع الكسر دل ذلك على زيادة خطورته. تتناسب الخطورة مع كمية الطاقة المبذولة على العظمة في وقت الإصابة ومع توقع سير المرض.
تصنيف شازكر لكسر الهضبة الظنبوبية
- النوع الأول : كسر جانبي في الهضبة الظنبوبية بدون انخساف

هو كسر على شكل إسفين بانشقاق واضح. يتضمن انقساما رأسيا في الهضبة الظنبوبية الجانبية. ينتج عادة عن إصابة منخفضة الطاقة في شاب سليم العظام. يمكن أن تسببها قوة روحية (مقوسة للخارج) مختلطة بتحميل محوري يؤدي إلى إزاحة اللقمة الجانبية إلى داخل السطح المفصلي للهضبة الظنبوبية. يمثل 6% من كل كسور الهضبة الظنبوبية.
- النوع الثاني: كسر الهضبة الظنبوبية الجانبية بانخساف

هو كسر مختلط شقي وضغطي يتضمن انقساما رأسيا في اللقمة الجانبية وانخساف في الجزء المجاور من اللقمة الذي يتحمل الوزن. ينتج عن قوة روحية (مقوسة للخارج). هي إصابة منخفضة الطاقة تحدث عادة في الأشخاص في العقد الرابع من العمر أو أكبر ولديهم هشاشة في العظام. هي الأكثر شيوعا وتمثل 75% من كل كسور الهضبة الظنبوبية. هناك 20% خطر إصابة افتراق للرباط الأنسي الجانبي. يمكن أن يتضمن إصابة افتراق الرباط الأنسي الجانبي أو الرباط الصليبي الأمامي.
- النوع الثالث: انخساف موضعي في السطح المفصلي بدون انشقاق مصاحب

هو كسر ضغطي خالص للهضبة الظنبوبية الجانبية أو المركزية، وفيه ينخسف السطح المفصلي للهضبة الظنبوبية وينزاح نحو الكردوس القصبي الجانبي بواسطة القوى المحورية. هي إصابة منخفضة الطاقة وتزداد في الأشخاص في العقدين الرابع والخامس من العمر الذين لديهم هشاشة في العظام وهي نادرة جدا، يمكن تقسيمها إلى نوعين فرعيين : أ) كسر ضغطي في الهضبة الظنبوبية الجانبية، ب) كسر ضغطي في الهضبة الظنبوبية المركزية وقد يؤدي إلى عدم استقرار المفصل.
- النوع الرابع: كسر الهضبة الظنبوبية الوسطية مع أو بدون انخساف، يمكن أن يتضمن الأشواك القصبية وإصابات الأنسجة الرخوة المصاحبة

هو كسر الهضبة الظنبوبية الوسطية مع مكون انخسافي أو انشقاق. عادة ينتج عن طاقة عالية ويتضمن قوة فحجاء (مقوسة للداخل) مع تحميل محوري على الركبة. يمثل 10% من كل كسور الهضبة الظنبوبية. هناك خطر شديد من تلف الشريان المأبضي والعصب الشظوي ولهذا يكون توقع سير المرض أسوأ. يمكن أن يتضمن إصابات افتراق الرباط الجانبي الوحشي، كسر أو خلع عظمة الشظية أو إصابة الركن الخلفي الجانبي.
- النوع الخامس: كسر لقمتي الهضبة الظنبوبية

هو كسر انشقاقي في الهضبة الظنبوبية الوسطية والجانبية. ينتج عادة عن إصابة عالية الطاقة وقوى مركبة فحجاء وروحية (مقوسة للداخل والخارج) تتركز على الهضبة الظنبوبية. يمكن أن يتضمن إصابات الرباط الصليبي الأمامي والأربطة الجانبية. يمثل 3% من كل كسور الهضبة الظنبوبية.
- النوع السادس: كسر الهضبة الظنبوبية مع انقطاع جَدْلِي

الصفة الأساسية لهذا النوع من الكسر هي كسر أفقي تحت اللقمتين مع انفصال الكردوس من الجدل. يتنوع نمط كسر اللقمتين ويحدث فيه كل أنواع الكسور. هي إصابة عالية الطاقة مع كيفية معقدة تتضمن قوى فحجاء وروحية (مقوسة للداخل والخارج). يمكن أن يكون 33% من هذه الكسور مفتوحة، وعادة تصاحبها إصابات بالغة في الأنسجة الرخوة وخطر متلازمة الحيز. تمثل 20% من كل كسور الهضبة الظنبوبية.

## العلاج

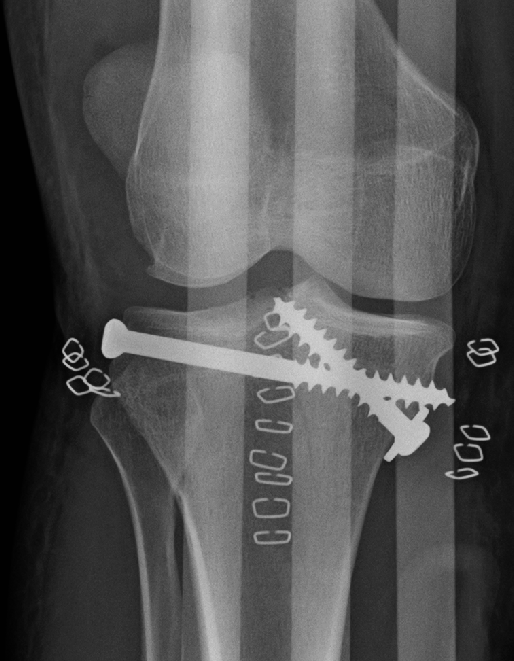

يهدف العلاج إلى الوصول إلى مفصل مستقر، مصطفّ، قادر على الحركة وغير مؤلم مع تقليل خطر التهاب المفاصل التالي للصدمة. لتحقيق ذلك، يجب أخذ الخطط الجراحية وغير الجراحية بعين الاعتبار من قبل الطبيب بناء على معايير مثل صفات المريض وشدة الإصابة وخطر المضاعفات وانخساف الكسر أو إزاحته ودرجة إصابة الأربطة والغضاريف الهلالية والأوعية الدموية والأعصاب. المعالجة المبكرة تتضمن الشد في العنابر. يمكن أن يكون الشد على الجلد أو الهيكل العظمي وهذا يعتمد على وزن المريض واستقرار المفصل. يجب أن يتم إدخال مسمار شانتز عبر العقب من الناحية الوسطية إلى الجانبية. وبعد ذلك حينما يستقر الوضع تكون الخطة القطعية هي وضع شريحة دعم والتثبيت بمسامير الساق.

## الانتشار
تمثل كسور الهضبة الظنبوبية 1% من كل الكسور. عمر الذروة هو 30-40 في الذكور و60-70 في الإناث. نصف المرضى الذي يصابون بكسر الهضبة الظنبوبية تقريبيا يكونون فوق الخمسين من العمر.

## وصلات خارجية
- موقع مخصص للمعلومات عن التعافي من كسور عظمة الهضبة الظنبوبية
- معلومات طبية عن كسور عظمة الهضبة الظنبوبية
- Medical information about Tibial Plateau Fractures